# アイジンゲン (バイエルン)
アイジンゲン (ドイツ語: Eisingen) はドイツ連邦共和国バイエルン州ウンターフランケン地方のヴュルツブルク郡の町村（以下、本項では便宜上「町」と記述する）である。

## 地理
アイジンゲンはヴュルツブルク開発計画地区に位置する。

### 自治体の構成
この町は、公式には2つの地区 (Ort) からなる。このうち小集落や孤立農場などを除く集落は首邑のアイジンゲンだけである。

## 歴史
7世紀前半にフランク人入植地が造られた。1164年からオーバーツェル修道院がアイジンゲンに所領を有し、この村は近世まで聖界領に属した。1500年頃にはヴュルツブルクの聖ブルカルト騎士団（1464年まではベネディクト会修道院）が行政権を得た。アイジンゲンはヴュルツブルク司教領の一部として1803年にバイエルン大公領に世俗化された。その後プレスブルクの和約（1805年）に基づきトスカーナ大公フェルディナンド3世によって創設されたヴュルツブルク大公国に属したが、1814年に最終的にバイエルン王国領に戻された。バイエルンの行政改革の時代、1818年の市町村令で現在の自治体となった。

### 人口推移
- 1970年 1,496人
- 1987年 2,492人
- 2000年 3,561人
- 2007年10月31日 3,647人

## 行政
第1首長（町長）はウルズラ・エンゲルト (Unabhängige Bürger Eisingen) である。

### 姉妹都市
- ベルニール・スール・メール（フランス、カルヴァドス県）

## 文化と見所

### 芸術と文化
集落の中心にある聖ニコラウス教会では、有名な彫刻家ティルマン・リーメンシュナイダーの十字架を見ることができる。この他には聖ヨーゼフ会の近くにある歩き抜けることができる迷路や、エアバッハスホーフ地区のギャラリー「クンスト・イム・エアバッハスホーフ」（エアバッハスホーフの芸術）がある。

### 年中行事
アイジンゲンでは年に1回バックホイスレスフェストと呼ばれる祭が開催される。この祭では現存する古い共同のパン焼き小屋でパンを焼く儀式が行われる。
1855年に王の裁判所は火事の防止と森林労働者を援助するために2棟の共同パン焼き小屋の建設を村に命じた。それまでは、それぞれの家庭にパン焼き釜があった。オーバードルフ（村の西部）のパン焼き小屋の撤去は1952年の町議会で決議された。

## 経済と社会資本

### 交通
この町は、町を通る交通の便の良い場所に位置する。アウトバーンA3号線フランクフルト・アム・マイン - ニュルンベルク線やハイルブロンへ行くA81号線へは約2分の距離にある。

### 障害者施設
アイジンゲンには大規模な聖ヨーゼフ会の障害者施設がある。この施設は、約350人の身体障害者・精神障害者を収容する能力を有する。

## 引用
1. ↑  https://www.statistikdaten.bayern.de/genesis/online?operation=result&code=12411-003r&leerzeilen=false&language=de Genesis-Online-Datenbank des Bayerischen Landesamtes für Statistik Tabelle 12411-003r Fortschreibung des Bevölkerungsstandes: Gemeinden, Stichtag (Einwohnerzahlen auf Grundlage des Zensus 2011)
2. ↑  Bayerische Landesbibliothek Online